# Lever de lune sur la mer
Le Lever de lune sur la mer (en allemand Mondaufgang am Meer; en russe Восход луны над морем) est un tableau de Caspar David Friedrich (1771-1840) conservé au musée de l'Ermitage de Saint-Pétersbourg. Ce tableau dans la veine du romantisme a été peint en 1821 à Dresde. Il représente un paysage vespéral de bord de mer, avec deux couples contemplant deux voiliers sous la lune. Deux jeunes femmes sont assises sur les rochers de bord de mer et deux jeunes gens plus au fond au bord de l'eau se tiennent debout face à la mer.
Ce tableau faisait partie de la collection impériale du palais de Ropcha aux abords de Saint-Pétersbourg. Il est entré au musée de l'Ermitage en 1928.
Cet tableau est à mettre en parallèle avec un autre tableau du même titre sur le même sujet, mais de taille moindre, exposé à la Alte Nationalgalerie de Berlin.